# Palindromes
Palindromes è un film del 2004 diretto da Todd Solondz, presentato in concorso alla 61ª Mostra internazionale d'arte cinematografica di Venezia.

## Trama
Aviva è una ragazzina di tredici anni, dai tratti goffi che la rendono quantomai sensibile, che vuole a tutti i costi diventare madre. Ha un rapporto con un suo coetaneo e rimane incinta. I genitori, con molta bonarietà (più la madre Joyce che il padre Steve, per la verità), cercano di dissuaderla e la convincono ad abortire, dopodiché la ragazzina scappa da casa e ha un improvviso impatto col mondo. 
L'evolversi della vicenda coinvolge, oltre che i familiari di Aviva, anche amici e vicini di casa.

## Curiosità
- La protagonista è interpretata da diverse giovani attrici, di età, aspetto ed etnie diverse nei vari capitoli che compongono la storia.